# Erlanger Kreis

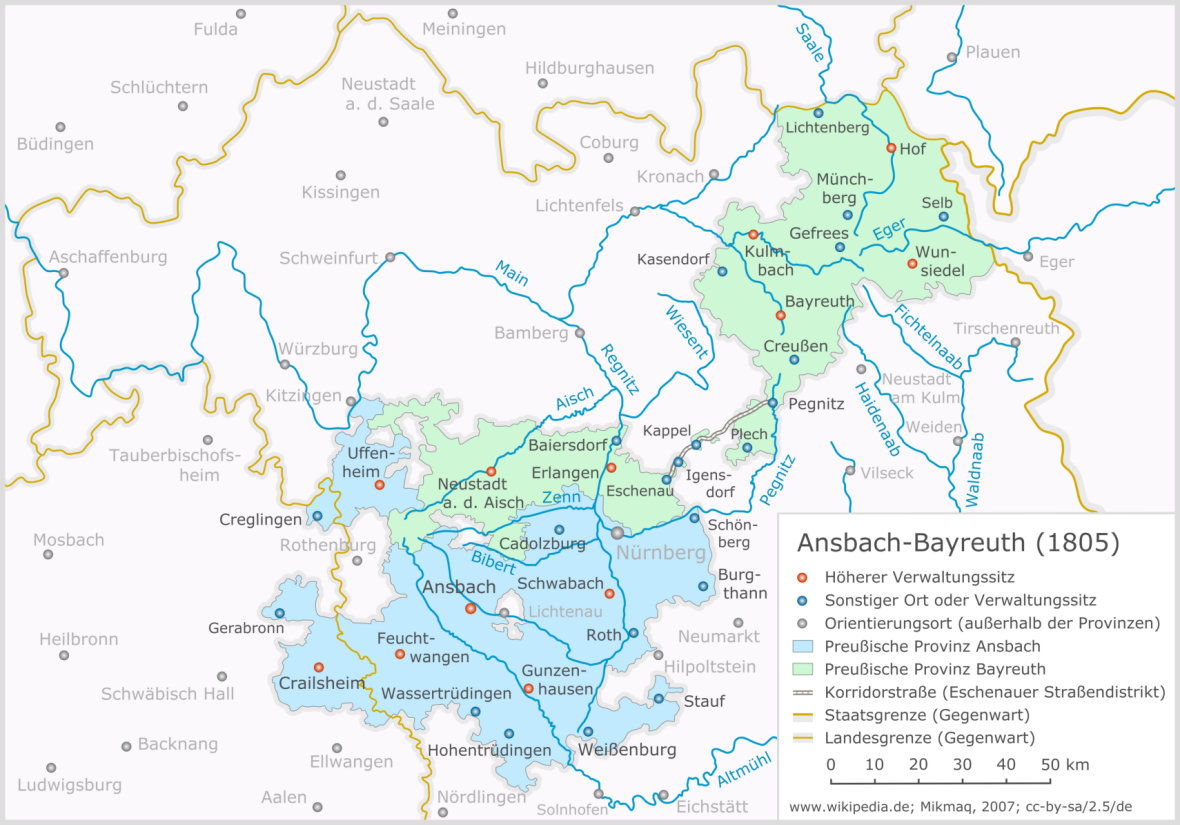
Ansbach-Bayreuth (nach territorialer Neuorganisation) im Jahr 1805

Der Erlanger Kreis war unter preußischer Verwaltung einer von vier Landkreisen im Fürstentum Bayreuth mit Sitz in Bayreuth.

## Geschichte
Der Erlanger Kreis bestand von 1797 bis 1806. Er wurde aus den Oberämtern Baiersdorf (teilweise), Eschenau und Osternohe gebildet, zuzüglich des nürnbergischen Pflegamtes Lauf und der Herrschaften Behringersdorf, Brunn, Hüttenbach, Neunhof und Oedenberg. Die Kreisbehörde hatte die Bezeichnung Kreisdirektorium. Justiz und Verwaltung wurden getrennt. An Unterbehörden gab es die Justizämter Erlangen zu Baiersdorf und Osternohe und die Kammerämter Erlangen zu Frauenaurach und Osternohe. Die Stadt Erlangen unterstand der Kriegs- und Domainenkammer Bayreuth unmittelbar. Am 2. November 1806 trat die französische Militärregierung im Fürstentum Bayreuth an die Stelle des besiegten Preußen. Am 14. März 1808 wurden vom Neustädter Kreis das Justiz- und Kammeramt Herzogenaurach abgetreten. Mit dem 1810 geschlossenen Pariser Vertrag gelangte das Fürstentum Bayreuth – und damit auch der Erlanger Kreis – an das Königreich Bayern. Die preußischen Verwaltungsstrukturen wurden aufgehoben. An ihre Stelle traten die neu geschaffenen Landgerichte Erlangen und Lauf, die sowohl für die Verwaltung als auch die Justiz zuständig waren.

## Orte des Erlanger Kreises

### Justiz- und Kammeramt Erlangen
Der Bezirk des Justiz- und Kammeramtes Erlangen umfasste das Kastenamt Baiersdorf und ehemals nürnbergische und herrschaftliche Ansprüche. 1801 waren 110 Orte inbegriffen:
- Adliz
- Almeshof
- Alten-Erlang
- Azelsberg
- Bayersdorf
- Bayersdorfer Mühle
- Beerbach
- Behringersdorf
- Bislohe
- Boxdorf
- Brand
- Brander-Mühle
- Braunsbach
- Brezengarten
- Bruck
- Bubenreuth
- Buch
- Buckenhof
- Bueg
- Dennelohe
- Deumenten
- Eisenhammer-Mühle
- Eltersdorf
- Erlenstegen
- Ermreuth
- Eschenau
- Frauenaurach
- Gabermühle
- Geißenreuth
- Großenreuth
- Gründlach
- Güntersbühl
- Haußen
- Herbelshof
- Heroldsberg
- Herrn-Ziegelhütten
- Höfles
- Hülsenmühle
- Hüttendorf
- Hundsmühle
- Jobst, Sanct
- Käswasser
- Kalchreuth
- Kleingründlach
- Kleinreuth
- Korzenhof
- Kriegenbrunn
- Kronach
- Langenbrucker Mühle
- Lohe
- Mahlmühle
- Mittelmühle zwischen Eltersdorf und Gründlach
- Mittelrosenbach
- Möhrendorf
- Mühlhof
- Neue Mühle
- Neunhof
- Neuses bei Frauenaurach
- Nuschelberg
- Obere Mühl zwischen Eltersdorf und Gründlach
- Oberndorf
- Oberrosenbach
- Oberschöllenbach
- Oedenberg
- Papiermühle bei Erlang
- Rathsberg
- Rechenberg
- Rennhof
- Reutles
- Rulls
- Rösenhof
- Rückersdorf
- Rudelshof
- Sack
- Schaafhof
- Schallershof bei Frauenaurach
- Schallershof bei Nürnberg
- Schiebelsberg
- Schneckenhof bei Baiersdorf
- Schnepfenreuth
- Schoppershof
- Seebach
- Seebacher Mühle
- Sieglizhof
- Simmelsberg
- Sophienmühle zu Erlangen
- Spardorf
- Spiegelmühle
- Spitalhof
- Steinach
- Stettenberg
- Strengenberg
- Steudach
- Tauchersreuth
- Thalermühle
- Thon
- Thumenberg
- Unterrosenbach
- Unterschöllenbach
- Uttenreuth
- Veilhof
- Weigelshof
- Weiher
- Wellerstadt
- Welucken bei Uttenreuth
- Wolfsfelden
- Wöhrmühle bei Erlang
- Wunderburg
- Wunzelburg
- Ziegelstein

### Justiz- und Kammeramt Osternohe
Der Bezirk des Justiz- und Kammeramtes Erlangen umfasste das Oberamt Osternohe. 1801 waren 8 Orte inbegriffen:
- Bohndorf
- Diepoldsdorf
- Emtmersberg
- Haidling mit Mühle
- Hohenstadt mit Mühle
- Hüttenbach
- Klein- oder Vorder-Viehberg
- Osternohe mit Mühle